# NGC 3367
NGC 3367 ist eine Balken-Spiralgalaxie mit aktivem Galaxienkern vom Hubble-Typ SBc im Sternbild Löwe auf der Ekliptik. Sie ist schätzungsweise 132 Millionen Lichtjahre von der Milchstraße entfernt und hat einen Durchmesser von etwa 100.000 Lichtjahren. Es handelt sich bei NGC 3367 um eine Seyfertgalaxie (Typ 2), einer Galaxie mit einem aktiven Galaxienkern, der einen Radiojet erzeugt. Die Galaxe ist sowohl in ihrer äußeren Form als auch in Bezug auf die Populationsdichte jüngerer Sterne deutlich asymmetrisch. Da keine Galaxie in räumlicher Nähe zu finden ist, die die Asymmetrie durch eine Interaktion mit NGC 3367 erklären würde, wird als wahrscheinlicher Auslöser das Verschmelzen von NGC 3367 mit einer massearmen, aber gasreichen Galaxie vermutet.
Im selben Himmelsareal befinden sich u. a. die Galaxien NGC 3357, NGC 3377, NGC 3391.
Die Supernovae SN 1986A (Typ-Ia), SN 1992C (Typ-II), SN 2003aa (Typ-Ia) und SN 2007am (Typ-II) wurden hier beobachtet. Aktuell (19. März 2022) wurde von dem japanischen Amateurastronomen Koichi Itagaki die Supernova SN 2022ewj (Typ-II) in NGC 3367 entdeckt.

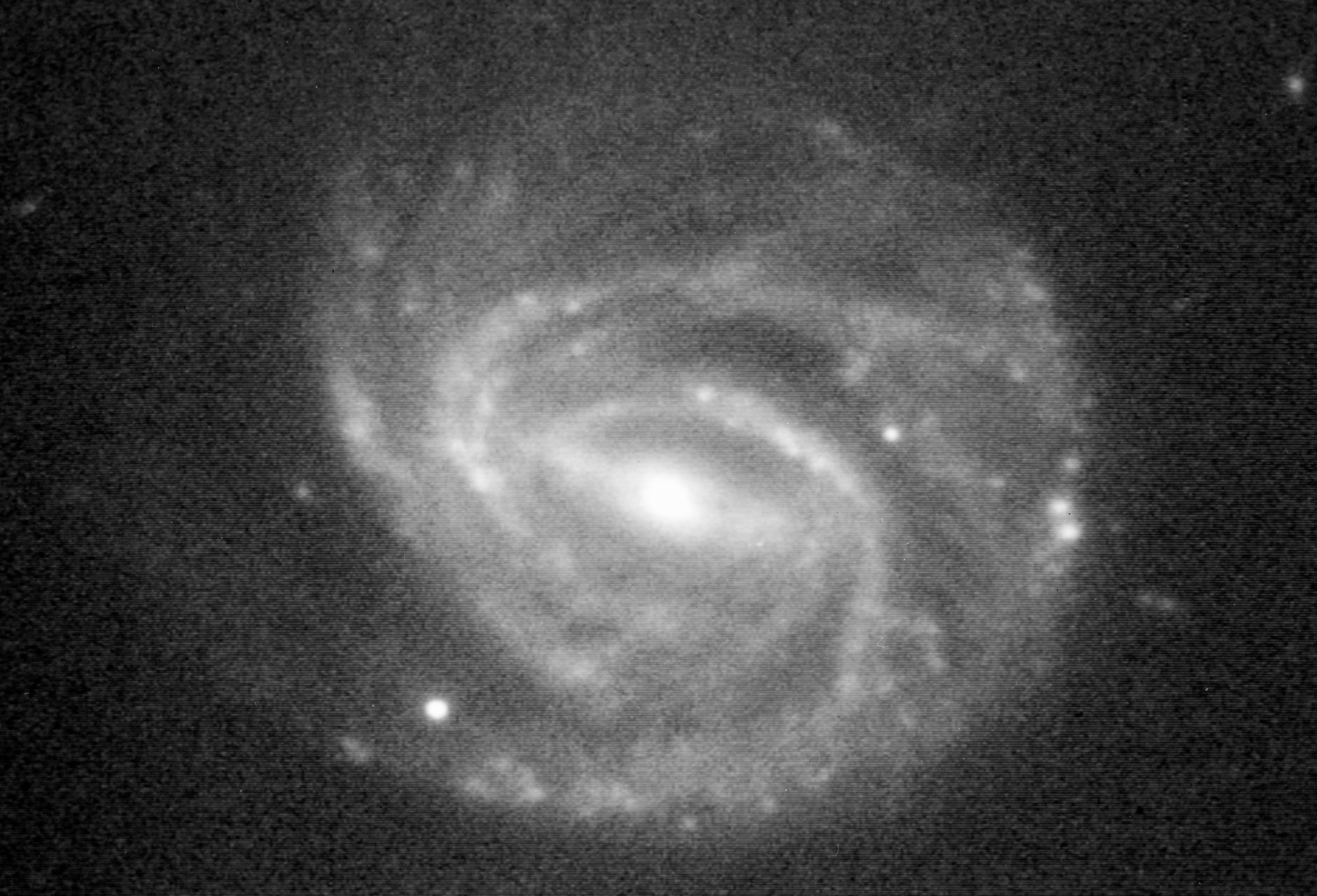
Aufnahme mit dem MPG/ESO-2,2-m-Teleskop des La-Silla-Observatoriums am 30. Januar 1992; in der linken unteren Ecke ist SN 1992C zu erkennen

Das Objekt wurde am 19. März 1784 von Wilhelm Herschel mit seinem 18,7-Inch-Spiegelteleskop entdeckt.

## NGC 3367-Gruppe (LGG 216)
| Galaxie   | Alternativname | Entfernung/Mio. Lj |
| --------- | -------------- | ------------------ |
| NGC 3367  | PGC 32178      | 132                |
| NGC 3391  | PGC 32347      | 128                |
| NGC 3419  | PGC 32535      | 131                |
| PGC 32540 | NGC 3419A      | 133                |